# Esparza (Navarra)
Esparza település Spanyolországban, Navarra autonóm közösségben. Esparza Jaurrieta, Sarriés – Sartze, Oronz-Orontze, Ezcároz – Ezkaroze és Vidángoz – Bidankoze községekkel határos. Lakosainak száma 76 fő (2024).

## Népesség
A település népessége az elmúlt években az alábbi módon változott:
| Lakosok száma | 108  | 102  | 98   | 99   | 91   | 82   | 82   | 74   | 74   | 76   |
|               | 2001 | 2004 | 2006 | 2009 | 2011 | 2014 | 2016 | 2019 | 2021 | 2024 |